# Ryan Hartman
Ryan Hartman (* 20. September 1994 in Hilton Head Island, South Carolina) ist ein US-amerikanischer Eishockeyspieler, der seit Juli 2019 bei den Minnesota Wild aus der National Hockey League unter Vertrag steht. Zuvor war er knapp vier Jahre in der Organisation der Chicago Blackhawks, ein Jahr bei den Nashville Predators sowie ein halbes bei den Philadelphia Flyers aktiv.

## Karriere
Ryan Hartman wurde in South Carolina geboren, zog allerdings bereits im Alter von zwei Jahren nach West Dundee, Illinois. Im nahegelegenen Chicago spielte er in seiner Jugend für die Nachwuchsmannschaft Chicago Mission, bevor er mit Beginn der Saison 2010/11 ins USA Hockey National Team Development Program (NTDP) aufgenommen wurde, die zentrale Talenteschmiede des US-amerikanischen Eishockeyverbandes. Fortan nahm der Angreifer mit dem NTDP am Spielbetrieb der United States Hockey League (USHL) teil und vertrat sein Heimatland gleichzeitig auf internationalem Niveau, so gewann er bei der World U-17 Hockey Challenge 2011 die Silber- sowie bei der U18-Weltmeisterschaft 2012 die Goldmedaille. Anschließend schied er altersbedingt aus dem Nachwuchsprogramm aus und wechselte zur Saison 2012/13 in die Ontario Hockey League (OHL) zu den Plymouth Whalers. Dort gelangen ihm in seiner OHL-Debütsaison 60 Scorerpunkte in 56 Spielen, während er auch mit der U20-Nationalmannschaft bei der Weltmeisterschaft 2013 die Goldmedaille errang. Nach dieser Spielzeit wurde Hartman, der auch beim CHL Top Prospects Game 2013 vertreten war, im NHL Entry Draft 2013 an 30. Stelle von den Chicago Blackhawks ausgewählt. Vorerst verbrachte er jedoch eine weitere Saison bei den Whalers in der OHL, in der er auch erneut an der U20-Weltmeisterschaft teilnahm.
Zum Ende der Saison 2013/14 wechselte Hartman in die Organisation der Blackhawks, nachdem er bereits im November 2013 einen Einstiegsvertrag unterzeichnet hatte. Bei den Rockford IceHogs aus der American Hockey League (AHL), dem Farmteam der Blackhawks, gab Hartman sein Profidebüt und kam bis zum Saisonende auf neun Einsätze und sieben Punkte. In Rockford verbrachte der Flügelstürmer auch einen Großteil der folgenden Spielzeit 2014/15, bevor er im Februar 2015 erstmals ins Aufgebot der Blackhawks berufen wurde und in der Folge in der National Hockey League debütierte. Insgesamt kam er auf fünf Einsätze, denen im Jahr darauf nur drei weitere folgten; allerdings wurde er bei den IceHogs ins AHL All-Star Classic berufen. Mit Beginn der Saison 2016/17 etablierte sich Hartman im Kader der Blackhawks und kommt fortan regelmäßig in der NHL zum Einsatz.
Nach vier Jahren in der Organisation der Blackhawks wurde Hartman im Februar 2018 zur Trade Deadline samt einem Fünftrunden-Wahlrecht im NHL Entry Draft 2018 an die Nashville Predators abgegeben. Im Gegenzug erhielt Chicago Victor Ejdsell, ein Erstrunden- sowie ein Viertrunden-Wahlrecht im selben Draft. Für die Predators spielte der Angreifer ziemlich genau ein Jahr, ehe er zu den Philadelphia Flyers transferiert wurde. Mit ihm wechselte ein konditionales Viertrunden-Wahlrecht, während Nashville Wayne Simmonds erhielt. Hartman absolvierte bis zum Saisonende 19 Partien für die Flyers, die sich in der Folge nicht an einer weiteren Beschäftigung des Stürmers interessierten. Wenige Tage vor dem Auslaufen des Vertrags transferierten sie ihn daher im Tausch für Tyler Pitlick zu den Dallas Stars. Dort unterzeichnete er jedoch keinen neuen Vertrag, sondern schloss sich stattdessen als Free Agent für zwei Jahre den Minnesota Wild an.
Bei den Wild verzeichnete Hartman in der Saison 2021/22 mit 65 Scorerpunkten aus 82 Partien seine bisher mit Abstand beste persönliche Offensivstatistik.

## Erfolge und Auszeichnungen
- 2013 Teilnahme am CHL Top Prospects Game
- 2016 Teilnahme am AHL All-Star Classic

### International
- 2011 Silbermedaille bei der World U-17 Hockey Challenge
- 2012 Goldmedaille bei der U18-Junioren-Weltmeisterschaft
- 2013 Goldmedaille bei der U20-Junioren-Weltmeisterschaft

## Karrierestatistik
Stand: Ende der Saison 2024/25

### International
Vertrat die USA bei:
| - World U-17 Hockey Challenge 2011 - U18-Junioren-Weltmeisterschaft 2012 - U20-Junioren-Weltmeisterschaft 2013 | - U20-Junioren-Weltmeisterschaft 2014 - Weltmeisterschaft 2022 |

(Legende zur Spielerstatistik: Sp oder GP = absolvierte Spiele; T oder G = erzielte Tore; V oder A = erzielte Assists; Pkt oder Pts = erzielte Scorerpunkte; SM oder PIM = erhaltene Strafminuten; +/− = Plus/Minus-Bilanz; PP = erzielte Überzahltore; SH = erzielte Unterzahltore; GW = erzielte Siegtore; 1 Play-downs/Relegation; Kursiv: Statistik nicht vollständig)